# غاسبارد-غوستاف كوريوليس
غاسبار-غوستاف كوريوليس (بالفرنسية: Gaspard-Gustave de Coriolis)‏، عالم رياضي ومهندس فرنسي من مواليد 21 مايو 1792 بالعاصمة الفرنسية باريس وتوفي في باريس في 19 سبتمبر 1843 ويستخدم اسمه في التعبير عن تأثير دوران الأرض على الأجسام المتحركة ويسمى تأثير كوريوليس أو قوة كوريوليس.

## روابط خارجية
- غاسبارد-غوستاف كوريوليس على موقع الموسوعة البريطانية (الإنجليزية)
- غاسبارد-غوستاف كوريوليس على موقع إن إن دي بي (الإنجليزية)